# 常総バイパス
常総バイパス（じょうそうバイパス）は、茨城県つくばみらい市から茨城県筑西市にかけて約40キロメートル (km) にわたる国道294号（一部国道408号重複）のバイパスである。全区間が常総・宇都宮東部連絡道路に含まれる。

## 概要

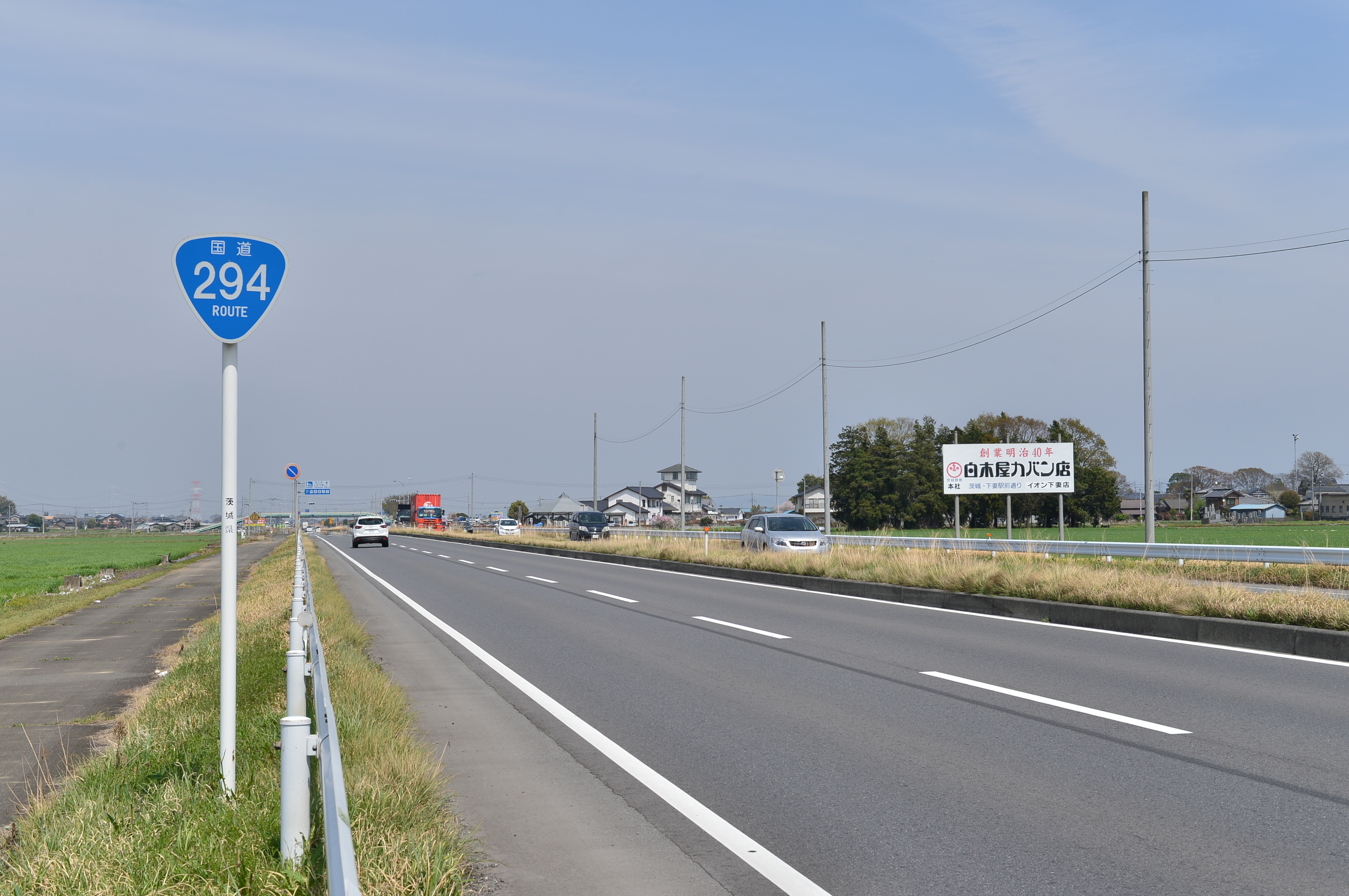
国道294号常総バイパス・茨城県下妻市（2016年4月）

茨城県の県西地域を南北に結ぶ主要国道である一般国道294号のつくばみらい市 - 筑西市間の現道の一部区間を指す道路である。かつての旧国道294号（大部分は現・茨城県道357号谷和原筑西線）は全線片側1車線であることに加えて常総市から筑西市にかけての市街地を通過していたため、慢性的な渋滞が起こっていた。この市街地を迂回する形で建設されたのが本バイパスである。
1995年（平成7年）に暫定2車線で全線開通したが、その後交通量が激しく増大するとともに、ロードサイド店の出店が増加していることや、首都圏中央連絡自動車道 常総インターチェンジ (IC) が接続されることにより更なる交通量の増加が予想されることから、順次4車線化工事が進められた。
また、同バイパス完成に伴い、国道4号を避けた車の流入が進んでおり、1日当たりの交通量は2万台を超えるなどトラックなどの大型車の通行が増えている。
旧道は、茨城県道357号谷和原筑西線の全線（つくばみらい市細代 - 筑西市西方）および、筑西市道（筑西市西方 - 乙 - 折本）に降格となっている。

### 路線データ
- 起点：茨城県つくばみらい市細代
- 終点：茨城県筑西市樋口
- 車線数：片側2車線（完成4車線）
- 道路幅員：25.0 m/車道部14.0 m（4車線）[1]
- 設計速度：60 km/h

## 歴史
- 1974年（昭和49年）：下館市（現：筑西市）樋口 - 西谷貝の区間が開通
- 1980年（昭和55年）11月20日：下館市内のバイパス開通を受けて、下館市大字乙（国道50号・泉町交差点） - 同市大字折本（現・ひぐち駅付近）の旧道（5.78 km）が国道指定解除され下館市道へ降格[5]。
- 1981年（昭和56年）12月24日：国道294号の道路改良工事区間として、筑波郡谷和原村大字細代 - 結城郡石下町大字新石下の区間（13.663 km）まで道路区域を延伸指定[6]。
- 1984年（昭和59年）3月15日：結城郡石下町大字新石下（ - 石下高校東交差点）の区間（約0.5 km）が開通[7]。
- 1985年（昭和60年）
  - 1月17日：関城町辻 - 井上 - 下館市嘉家佐和 - 下野殿- 野殿 - 谷部の区間の都市計画事業化変更[8]。
  - 1月26日：下館市大字西方（鎌田南交差点） - 同市大字西谷貝（国道50号・西谷貝交差点）の区間（3.058 km）が開通[9]。
  - 2月1日：筑波郡谷和原村大字筒戸（谷和原IC） - 水海道市川又町 - 同市山田町 - 相野谷町（国道354号・相平橋西交差点）の区間が開通[10]。
- 1986年（昭和61年）4月24日：谷和原村細代 - 水海道市三坂新田町、石下町三坂新田町 - 新石下、下妻市堀篭 - 下宮、関城町梶内 - 下館市野殿、同市中館 - 谷部の各区間の都市計画事業化変更[11]。
- 1987年（昭和62年）
  - 6月1日：下館市大字西方（鎌田南交差点） - 同市大字乙（国道50号・泉町交差点）の旧道区間（3.107 km）が指定解除され下館市道へ降格[3]。
  - 7月30日：結城郡石下町大字新石下 - 同町大字本石下のバイパス区間（1.372 km）の道路区域決定[12]。
  - 10月20日：水海道市相野谷町 - 結城郡石下町大字新石下（石下高校南交差点）の区間が開通[13]。
- 1988年（昭和63年）3月24日：結城郡石下町大字新石下（石下高校東交差点） - 同町大字本石下（石下中東交差点）の区間（約1.4 km）が開通[14]。
- 1989年（平成元年）12月25日：真壁郡関城町大字梶内 - 下館市大字野殿間（5.775 km）におけるバイパス工事の区域が決定[15]。
- 1990年（平成2年）4月5日：下妻市大字堀篭 - 同市大字鳥喰のバイパス区間（5.16 km）の道路区域決定[16]。
- 1991年（平成3年）
  - 4月20日：
    - 下妻市大字横根（横根南交差点） - 関城町大字梶内の区間（約4.6 km）が開通[17]。
    - 関城町大字辻（主要地方道明野間々田線交点） - 下館市大字野殿（一本松交差点）の区間（約5.5 km）が開通[17]。

  - 4月25日：石下町大字本石下 - 下妻市大字堀籠の区間（7.625 km）の道路区域決定[18]。
- 1992年（平成4年）3月31日：下妻市大字堀籠（国道125号交点） - 大字横根（横根南交差点）の開通により、下妻工区開通[19]。
- 1993年（平成5年）10月1日：水海道市相野谷町地内の480 m区間を拡幅[20]。
- 1995年（平成7年）3月23日：石下町大字本石下 - 下妻市大字大篭の残存区間供用開始により、全線開通[21]。
- 1996年（平成8年）4月1日：筑波郡谷和原村大字細代から下館市大字西方までの常総バイパスの旧道部分（延長35.57 km）が茨城県道357号谷和原下館線として路線認定される[4][注釈 1]
- 平成13年度 - ：国道354号交点 - 筑西市にかけての約27.5 kmの拡幅工事が始まる（常総拡幅）
- 2002年（平成14年）
  - 4月10日：下館市大字一本松（一本松交差点） - 下館市大字菅谷の区間が拡幅され供用開始[23]。
  - 10月24日：下館市大字野殿 - 大字一本松の区間が拡幅され供用開始[24]。
- 2004年（平成16年）2月1日：下妻市大字平川戸 - 下妻市大字若柳の区間が拡幅され供用開始[25]。
- 2007年（平成19年）
  - 3月2日：下妻市大園木地内の一部（約0.7 km）を拡幅4車線化供用開始[26]。
  - 10月16日：筑西市大字下野殿 - 同市大字野殿の区間を4車線化供用開始[27]。
- 2009年（平成21年）1月13日：下妻市大字横根 - 同市大字平川戸の区間を4車線化供用開始[28]。
- 2010年（平成22年）
  - 2月22日：筑西市大字梶内（市境） - 同市大字木戸の区間を4車線化供用開始[29]。
  - 4月8日：下妻市横根の一部区間を4車線化供用開始[30]。
- 2011年（平成23年）11月14日：筑西市大字木戸 - 同市大字辻の区間を4車線化供用開始[31]。
- 2015年（平成27年）3月19日：常総市三坂町 - 同市大房の区間を4車線化供用開始[32]。
- 2016年（平成28年）11月7日：筑西市辻 - 同市嘉家佐和の区間を4車線化供用開始[33]。
- 2017年（平成29年）
  - 2月17日：常総市収納谷のアグリロード（広域農道）との交差点から北側の新石下までの約1.0 kmの区間を4車線化供用開始[34]。
  - 2月26日：首都圏中央連絡自動車道（圏央道）の境古河IC - つくば中央IC間の開通に伴い、常総インターチェンジ (IC) で圏央道と結ばれる[35]。
  - 4月11日：常総市小保川 - 下妻市鯨の約1.2 km区間を4車線化供用開始[36]。
  - 4月27日：下妻市大園木交差点北側から筑西市方面の約1.7 km区間を4車線化供用開始[2]。
  - 12月19日：常総市石下中東交差点北側から小保川までの0.8 km区間を4車線化供用開始[37]。
- 2018年（平成30年）3月26日：常総市小保川地内の一部区間を4車線化供用開始[38]。
- 2019年（平成31年）3月14日：下妻市若柳（道の駅しもつま） - 同市下宮を4車線化供用開始[39]

## 地理

### 通過する自治体
- 茨城県
  - つくばみらい市 - 常総市 - 下妻市 - 筑西市

### 交差する道路
- 茨城県道357号谷和原筑西線
- 国道354号（岩井水海道バイパス・谷和原学園通り）
- 茨城県道123号土浦坂東線
- 茨城県道331号三妻停車場線
- 首都圏中央連絡自動車道（常総IC）
- 茨城県道24号土浦境線
- 茨城県道56号つくば古河線
- 茨城県道129号下妻常総線
- 国道125号（国道408号重複）
- 茨城県道131号下妻真壁線
- 茨城県道23号筑西三和線
- 茨城県道7号石岡筑西線
- 栃木県道・茨城県道316号真岡筑西線
- 国道50号下館バイパス

### 沿線施設
- 常総警察署
- 独立行政法人雇用・能力開発機構茨城センター
- 道の駅常総
- 茨城県立石下紫峰高等学校
- きぬ医師会病院
- 常総市立石下小学校
- 常総市地域交流センター（豊田城）
- イオンモール下妻
- 道の駅しもつま
- 筑西市立下館南中学校

## バイパスの位置関係
（取手方面）常総バイパス ‐ 二宮バイパス ‐ 八木岡バイパス ‐ 真岡バイパス（茂木方面）